# Heteroscymnoides
Heteroscymnoides is een monotypisch geslacht van kraakbeenvissen uit de familie van de valse doornhaaien (Dalatiidae) en de orde van doornhaaiachtigen (Squaliformes). 

## Soorten
- Heteroscymnoides marleyi Fowler, 1934 – Langsnuitdwerghaai